# Shailja Patel
Shailja Patel est née à Nairobi dans une famille d'origine indienne. Elle étudia en Angleterre et aux États-Unis.
C'est une poétesse, dramaturge et militante politique kényane connue par son livre Migritude, fondée sur son one-woman show du même nom, et soutenu par la Fondation Ford. Elle habite actuellement aux États-Unis. Selon la chaîne CNN, Shailja Patel est une artiste « qui considère la mondialisation comme un phénomène humain centré sur la migration et les échanges ». Elle divise son temps entre Nairobi (Kenya), et Johannesbourg (Afrique du Sud). elle est membre fondateur de Kenyans For Peace, Truth and Justice, qui combat pour une démocratie plus équitable au Kenya.

## Biographie
La poésie, les performances artistiques et les essais de Shailja Patel sont souvent centrés sur les thèmes de l'impérialisme, de la migration, de la mondialisation, du colonialisme, de la place des femmes et des diasporas africaines et sud-asiatiques. Elle a également fondé le Kenyans For Peace, Truth and Justice.
Son livre Migritude est la contraction de plusieurs mots : « migrant », « attitude » et « négritude », et est fondé sur sa propre expérience. Il explore les thèmes de l'héritage, de la guerre, de la liberté et de l'immigration.
Le one-woman-show sur lequel il est fondé a été donné à San Francisco, au Kenya, à Vienne, en Italie, à Zanzibar et durant le spectacle de clôture du World Social Forum à Nairobi en 2007.

## Reconnaissance
Shailja Patel a participé à plusieurs émissions de télévision : sur la BBC World Service, sur NPR et Al-Jazeera. Son travail a été traduit en 16 langues. Ses articles politiques ont été publiés dans les revues suivantes : The Africa Report, Pambazuka News, Mercury et dans d'autres revues. Elle a été l'invitée d'une édition spéciale de Pambazuka News intitulée "Kenya : One Year On" en février 2009.
En 2012, elle prend part à la London Cultural Olympiad.

## Controverses
Le 6 août 2019, la cour de justice du Kenya a donné raison à Tony Mochama, qui poursuivait Shailjia Patel pour diffamation. Celle-ci a été condamnée à lui verser 9 millions de shillings. Elle l'avait accusé d'agression sexuelle, tout comme le professeur Wambiu Mwangi. Les deux femmes n'avaient pas porté plainte, de peur du système judiciaire kenyan, mais avaient porté des accusations via les réseaux sociaux. T. Mochama, qui défendait son innocence, a estimé que cette accusation était provoquée par la haine raciale, faite avec l'intention de détruire sa réputation. La cour kenyane a ainsi condamné les deux jeunes femmes à présenter leurs excuses publiques à T. Mochama.
En outre, Shailja Patel a été critiquée pour ses prises de positions sur le conflit entre Israël et les militants islamiques opérant dans la bande de Gaza le 14 novembre 2019.

## Œuvre
- Migritude, Kaya Press, 2010  (ISBN 9781885030054).
- Shilling Love, Fyrefly Press, 2002.
- Dreaming in Gujurati, Fyrefly Press, 2000.